# Heinz Wenger
Heinz Wenger (* 11. Mai 1939 in München; † 5. Juni 2018 ebenda) war ein deutscher Politiker (CSU).
Wenger war von Beruf Diplom-Physiker und Ministerialrat. Er wohnte in Inning am Ammersee.
Als am 26. Juli 1986 Norbert Kellnberger starb, rückte Wenger am 30. Juli 1986 als Abgeordneter in den Bayerischen Landtag nach. Hier blieb er nur bis zum 12. Oktober 1986.